# Стуруа, Дэви Георгиевич
Дэви Георгиевич Стуруа (груз. დევი სტურუა; 1931 — 2001) — советский грузинский партийный деятель, журналист и историк. Секретарь ЦК Коммунистической партии Грузии (1961—1970). Доктор исторических наук, профессор.

## Биография
Родился в семье государственного и партийного деятеля Георгия Стуруа (1884—1956). Брат — Мэлор Стуруа. В 1954 году Дэви Стуруа окончил факультет журналистики Московского государственного университета.
В 1954—1959 годах работал в грузинских республиканских газетах: заведующим отделом в газете «Заря Востока» и заместителем главного редактора в газете «Коммунист». В 1957 году принимал участие в создании Союза журналистов Грузии.
В 1959—1970 годах работал в аппарате ЦК Коммунистической партии Грузии: в 1959—1961 годах — заместителем заведующего отделом, заведующим отделом науки, культуры и школ, а в 1961—1970 годах — секретарём по идеологии. Являлся помощником первого секретаря ЦК КП Грузии В. П. Мжаванадзе. В 1965 году принимал участие в создании Главной научной редакции Грузинской энциклопедии.
С 1970-х годов занимался научной работой. В 1970—1991 годах являлся директором Института истории партии при ЦК КП Грузии (Грузинского филиала Института марксизма-ленинизма при ЦК КПСС). В 1978 году получил учёную степень доктора исторических наук, в 1980 году получил учёное звание профессора.
В 1991—1996 годах являлся ведущим научным сотрудником Института демократического строительства и политологии. В 1996—2001 годах являлся экспертом-консультаном и ведущим специалистом аппарата Комитета образования, науки и культуры Парламента Грузии.
Сын — дипломат Георгий Стуруа (род. 1954).